# 셰예구

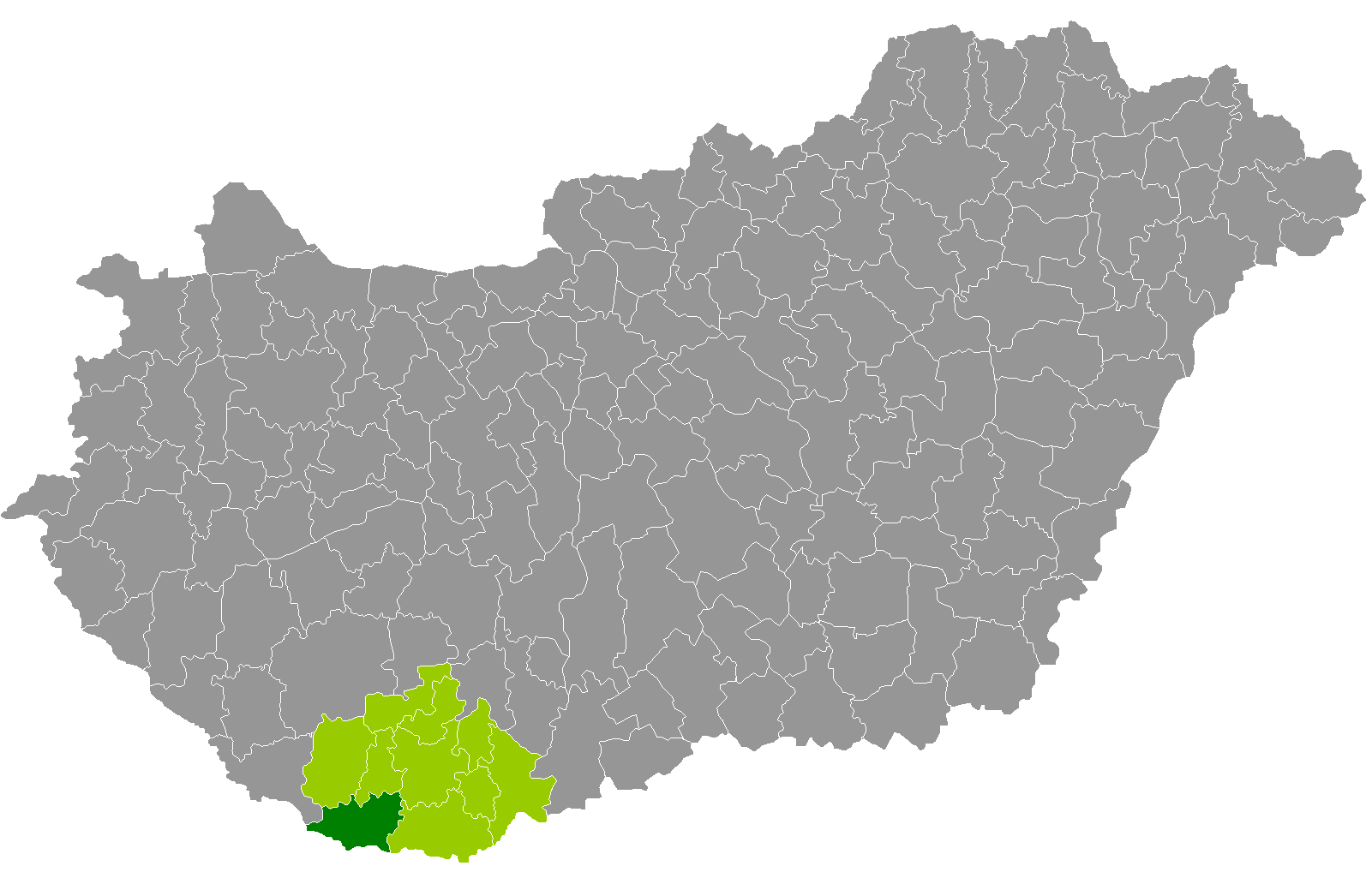
버러녀주 지도에 표시된 셰예구의 위치

셰예구(헝가리어: Sellyei járás)는 헝가리 버러녀주에 위치한 구로 구청 소재지는 셰예이며 면적은 493.69km2, 인구는 14,192명(2011년 기준), 인구 밀도는 29명/km2이다.
서쪽으로는 쇼모지주 버르치구, 북쪽으로는 시게트바르구, 센틀뢰린츠구, 동쪽으로는 페치구, 시클로시구와 접하며 남쪽으로는 크로아티아와 국경을 접한다. 38개 지방 자치체(1개 시, 37개 마을)를 관할한다.

구 문장